# Del migdia a les tres
Del migdia a les tres (títol original: From Noon till Three) és un western còmic i romàntic estatunidenc dirigida per Frank D. Gilroy i estrenat el 1976. Ha estat doblat al català.

## Argument
Graham Dorsey, és un bandit covard i supersticiós. Poc abans de l'assalt a un banc amb quatre dels seus acòlits, té un somni (que resultarà premonitori) en el qual l'atracament anirà malament. Troba llavors un pretext per quedar fora de la ciutat a casa d'una jove vídua, Amanda Starbuk, durant l'atracament. Durant aquestes tres hores naixerà una relació sentimental entre Dorsey, mentider i seductor i Amanda la romàntica.
Sabent que l'atracament ha anat malament i no dubtant del caràcter cavallerós del seu amant, Amanda li demana anar a socórrer els seus companys. Dorsey és poc entusiasta amb aquesta idea, però per ser fidel a la imatge que ha donat d'ell, corre a l'auxili dels seus amics. Pel camí agafarà la roba d'un dentista, però una doble desgràcia té lloc llavors: agafat per error per Dorsey el dentista és mort i el mateix Dorsey és detingut per exercici il·legal de la medicina.
Després d'un any de presó, Dorsey torna amb Amanda que, mentrestant, ha explicat el seu idil·li amb Graham en un llibre que ha esdevingut un best-seller en tot el país. Tot i que creu ser rebut els braços oberts, descobreix que Amanda no el reconeix i el rebutja. Encara més, ella refusa obstinadament creure el que explica Dorsey perquè ha guardat una imatge totalment diferent del seu « heroi » que és empès pels seus amics abandona a deixar la dona que l'estimava. Graham descobreix que el Dorsey del llibre no s'hi assembla en res. Totes les seves temptatives per fer-se reconèixer, fins i tot al preu de confessar la seva covàrdia o les seves autèntiques intencions no hi faran res: la llegenda creada pel llibre l'ha totalment sobrepassat. Graham Dorsey és mort i ben mort i tota persona que reivindica aquesta identitat no pot ser més que un usurpador. Provarà en va trobar compassió o reconeixement per part d'Amanda o d'algun habitant del lloc. Internat en un manicomi, finalment en els interns d'aquesta casa d'alienats on trobarà algú que accepti de creure qui és.

## Repartiment
- Charles Bronson
- Jill Ireland
- Donald Barry

## Al voltant de la pel·lícula
- Un dels rars films còmics de Charles Bronson, més acostumat als papers taciturns de venjadors.